# 로터리 엔진

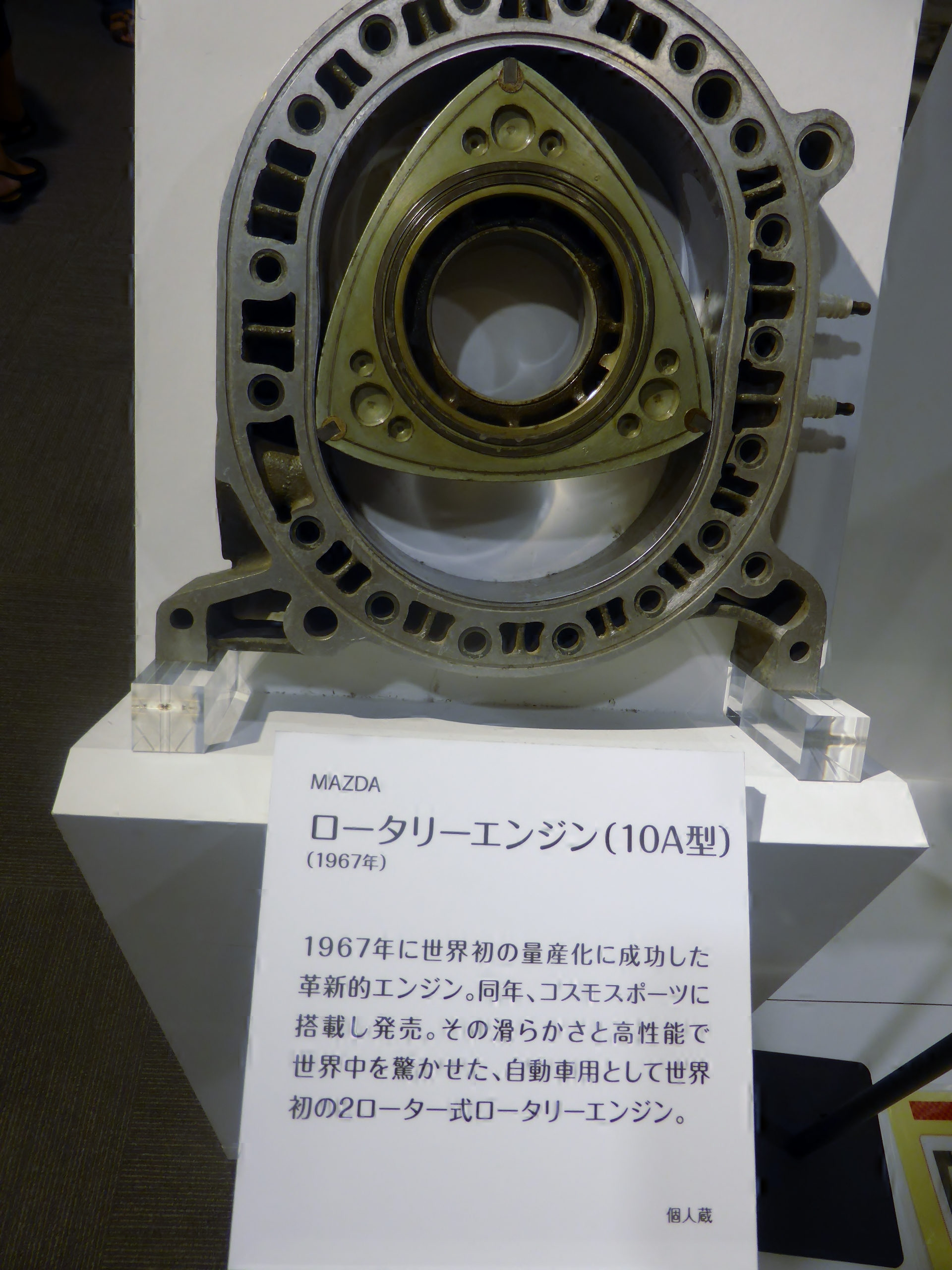
방켈 엔진.

방켈 엔진

로터리 엔진(영어: rotary engine)은 피스톤의 왕복 운동을 회전 운동으로 바꾸는 대신 연소가스의 폭발에 의해 피스톤을 직접 회전시키는 기관이다. 실용화되고 있는 것은 독일의 반켈이 1959년에 발명한 것이다.

## 구조
왕복운동기관의 실린더에 해당하는 로터하우징(rotorhousing)의 내면은 단면이 에피트로코이드(epitrochoid)곡선이라고 불리는 형상을 하고 있다. 이 가운데에 피스톤에 해당하는 3각형 모양의 로터(rotor)가 있으며, 로터와 하우징벽 사이에 3개의 공간이 구성되었고, 이들 공간은 로터의 회전에 따라서 회전방향으로 주기적으로 용적을 변화시키면서 회전한다. 흡기공, 배기공, 스파크플러그가 있으며, 밸브는 없다.
흡입·압축·폭발팽창·배기의 4행정을 독립하여 순차로 행한다. 로터가 1회전하는 동안에 각 행정이 3회씩 행해지며, 이 동안에 중심의 동력축은 3회전하게 돼 있으므로 동력축의 1회전에 대해 1회의 폭발 팽창행정이 있게 된다. 그러므로, 로터리 엔진은 왕복기관의 2사이클기관에 해당한다고도 할 수 있다.
로터리 엔진의 역사는 아직 깊지 못하며, 특히 가스가 새는 것을 막기 위한 로터 정부(頂部)와 하우징과의 기밀(氣密) 유지에 커다란 노력이 기울어졌다. 또 연소가 하우징의 한쪽편에서만 행해지기 때문에 열응력(熱應力)의 불균형이 파생되므로 냉각·윤활 등의 문제도 중요하다.
마쓰다에서 대부분의 스포츠카에 이 엔진을 적용했으나, 2012년 RX-8이 단종되면서 양산차에 장착되는 로터리 엔진의 명맥이 끊기게 됐다.

## 같이 보기
- 가솔린 기관
- 터빈
- 방켈 엔진